# Alfred von Gutschmid
Hermann Alfred von Gutschmid (né le 1er juillet 1831, à Loschwitz, mort le 1er ou le 2 mars 1887 à Tübingen) est un historien et orientaliste allemand.

## Biographie
Alfred von Gutschmid se consacra à l'étude de l'histoire et des langues orientales avant et pendant la période hellénistique, et contribua à la littérature sur le sujet. Après avoir enseigné à l'université de Kiel (1866), à celle de Königsberg (1873), et à celle d'Iéna (1876), il est nommé professeur d'histoire à l'université de Tübingen, où il reste jusqu'à sa mort.